# Bordes (trap)

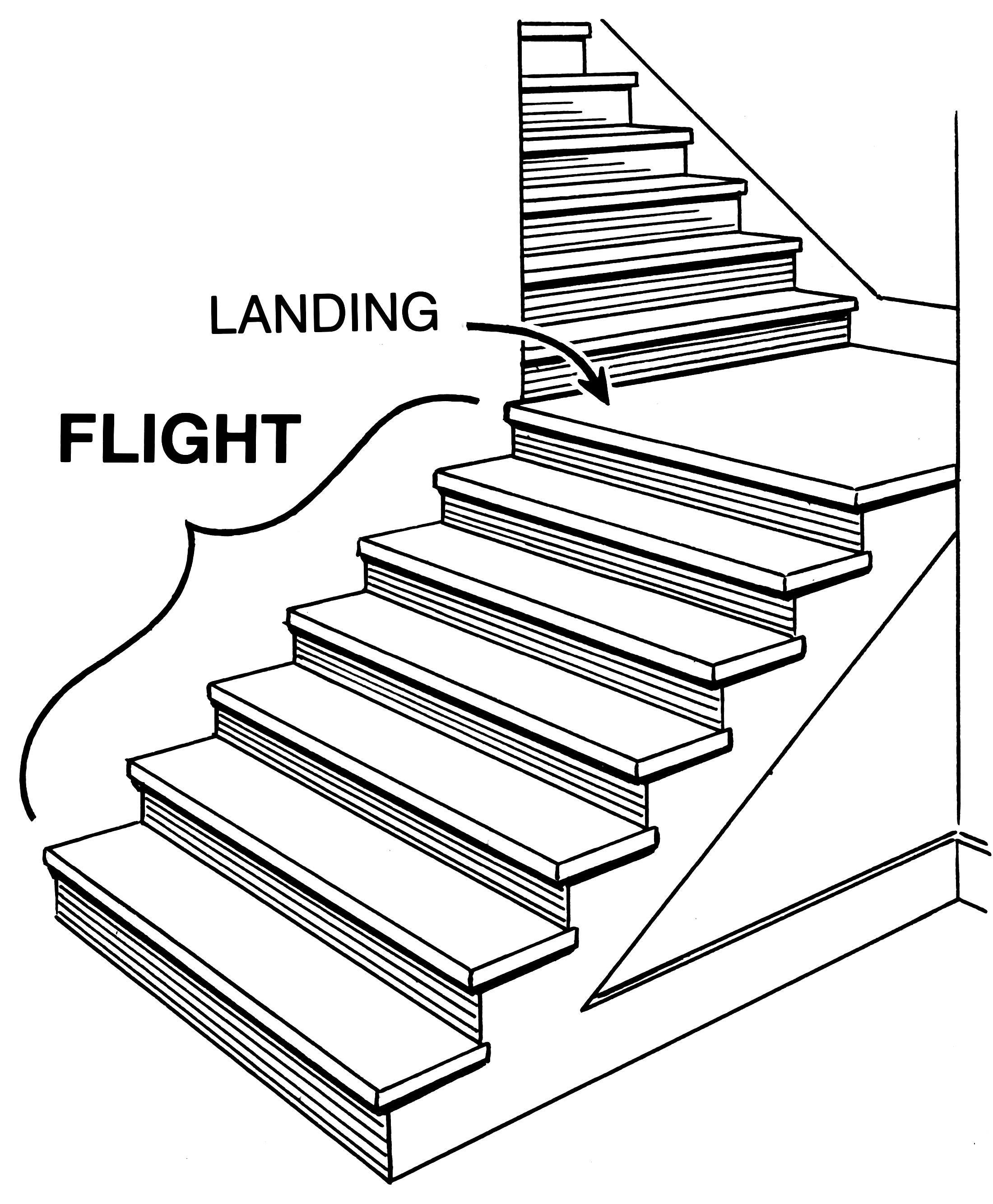
Het Engelse "landing" is in het Nederlands bordes.

Een bordes is een platform dat twee steken of traparmen van een trap onderbreekt, en waar de trap vaak van richting verandert. Wanneer een trap onderbroken wordt door een of meerdere bordessen, wordt de trap een bordestrap genoemd.

## Soorten bordessen
Er zijn verschillende soorten bordessen die ieder een eigen naam hebben.
- Overloopbordes;
- Hoekbordes: een bordes waar de trap een draai van 90 graden maakt;
- Dubbel hoekbordes: twee bordessen in een trap waar deze een draai van 90 graden maakt.

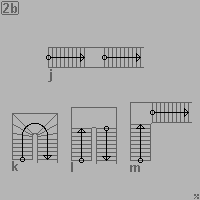
Verschillende soorten bordestrappen
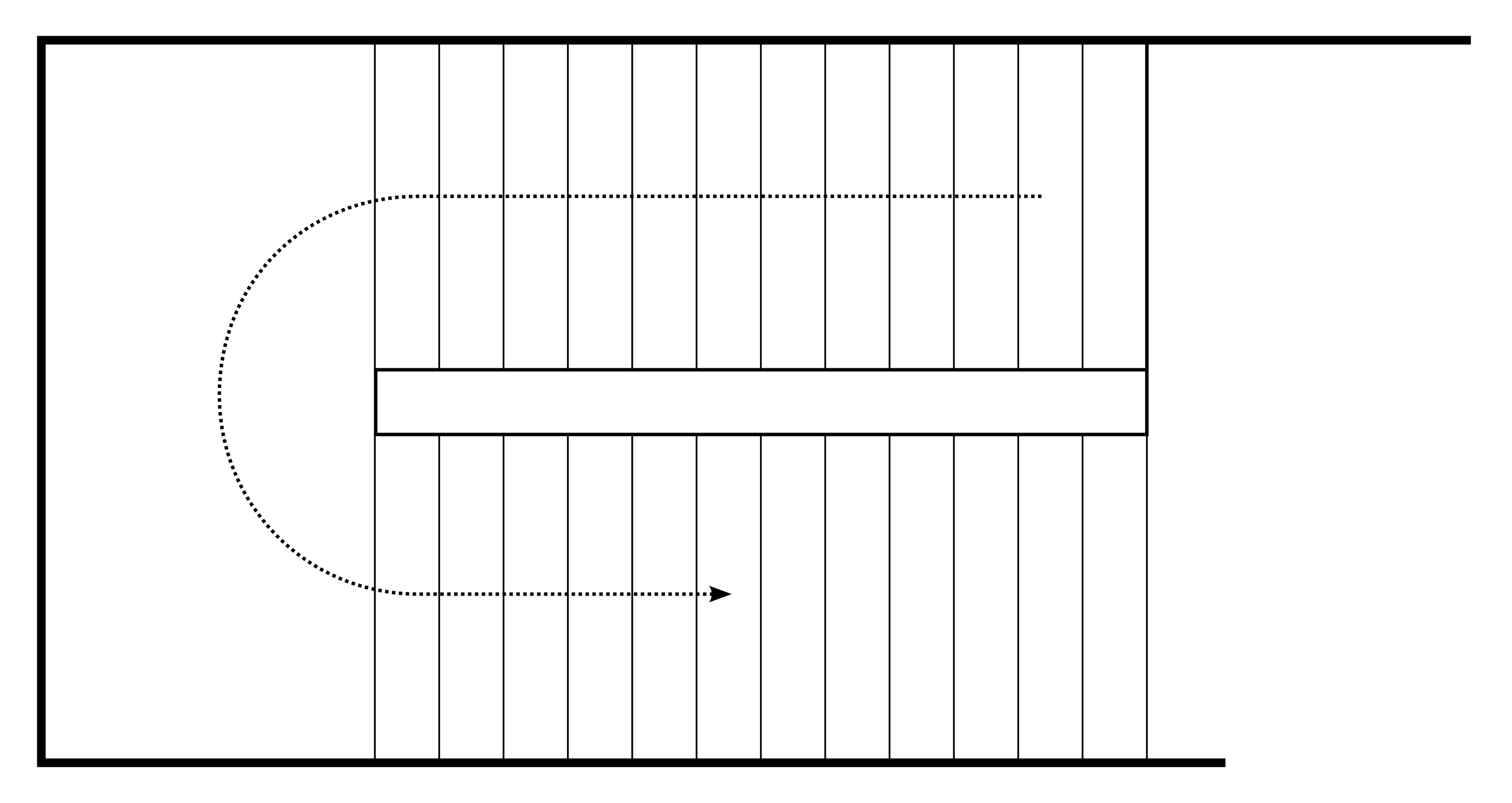
U-vormige bordestrap met twee steken en een bordes
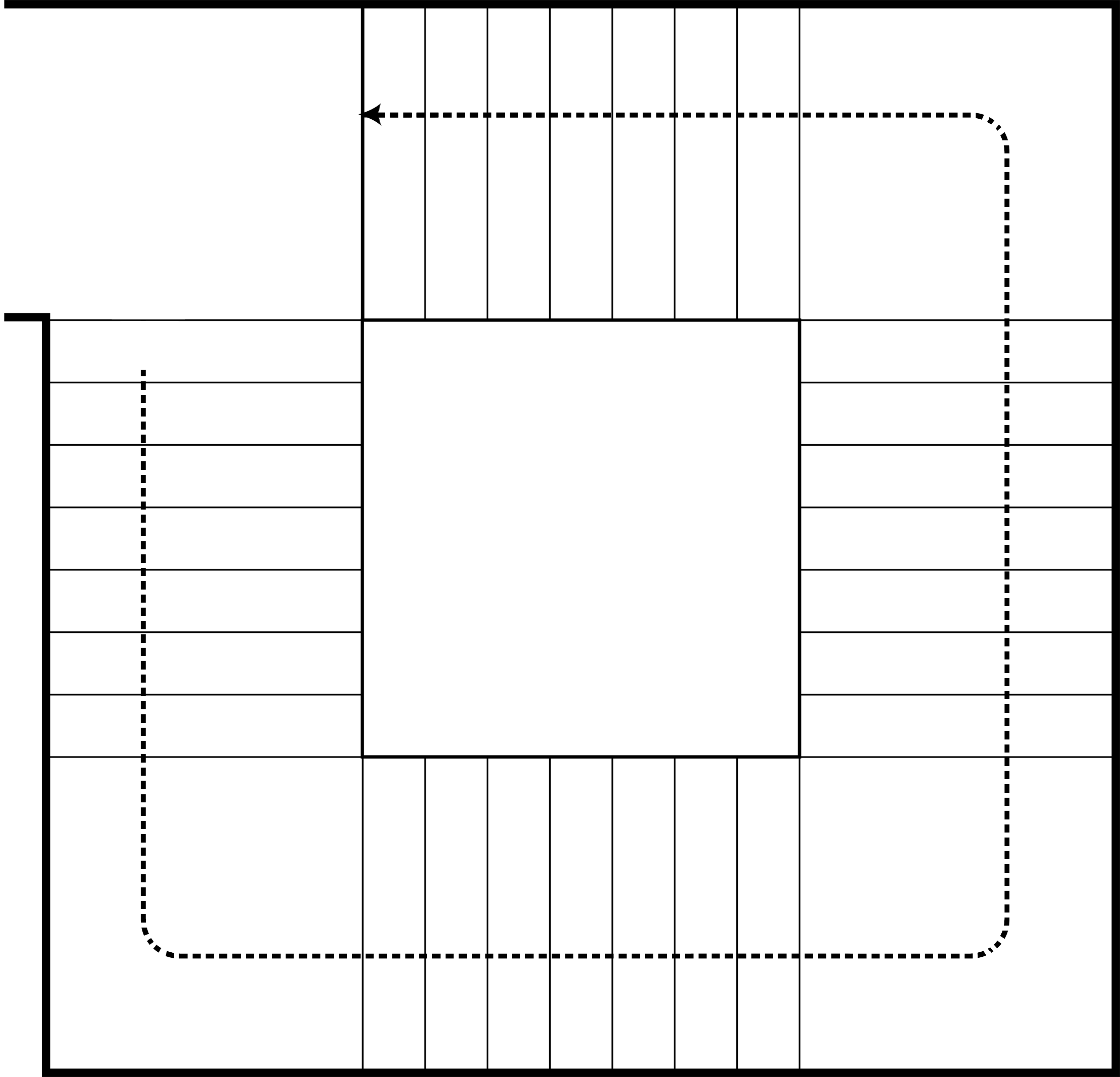
Bovenaanzicht van een trap met vier steken en drie hoekbordessen
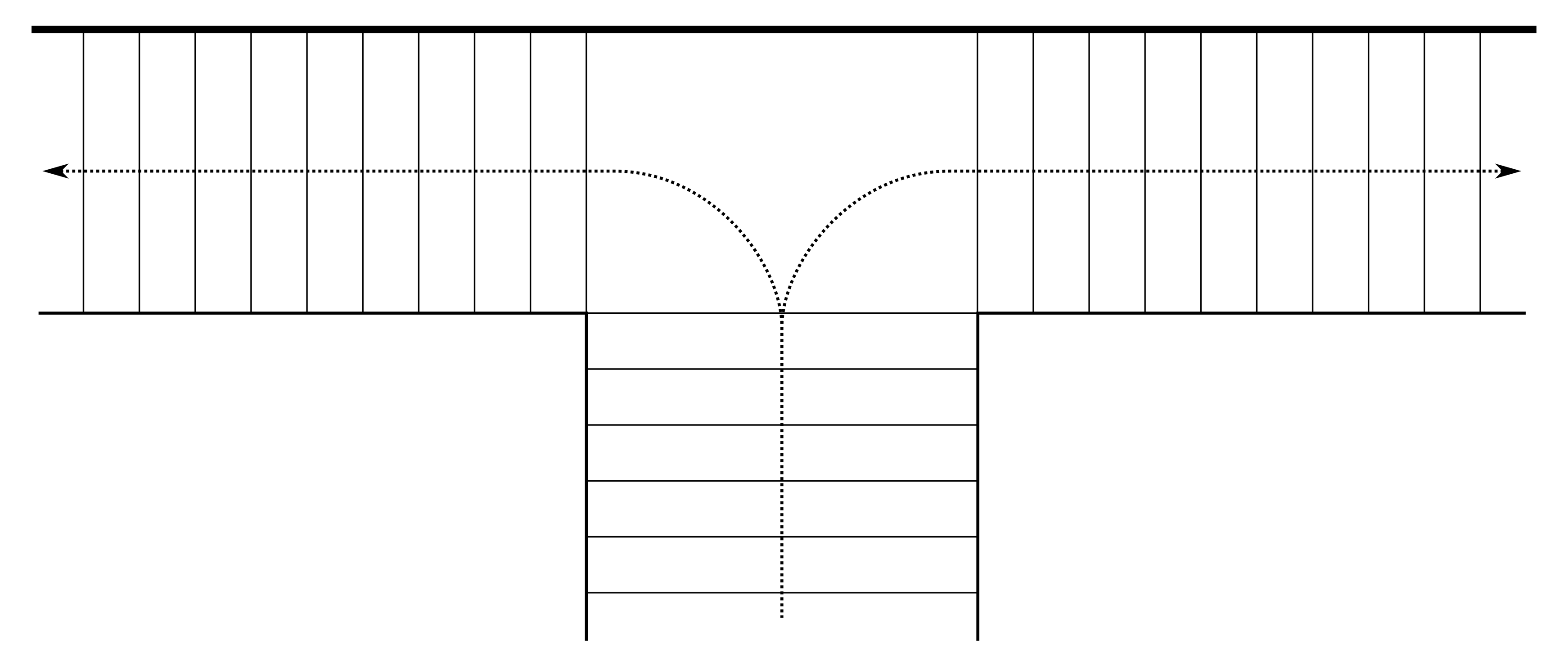
Bovenaanzicht van een trap met drie steken en een tussenbordes

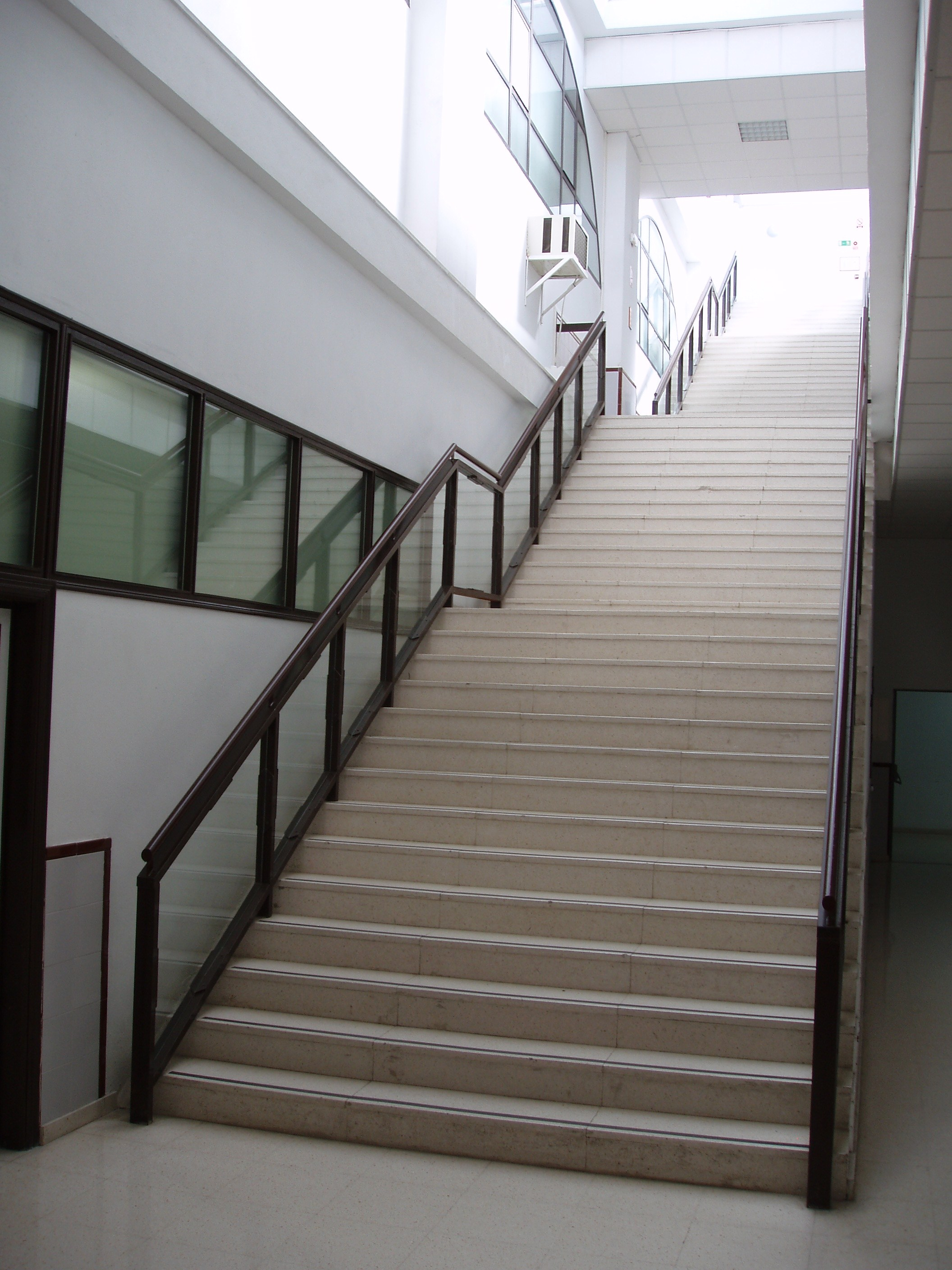
Bordes halverwege de beide trappen
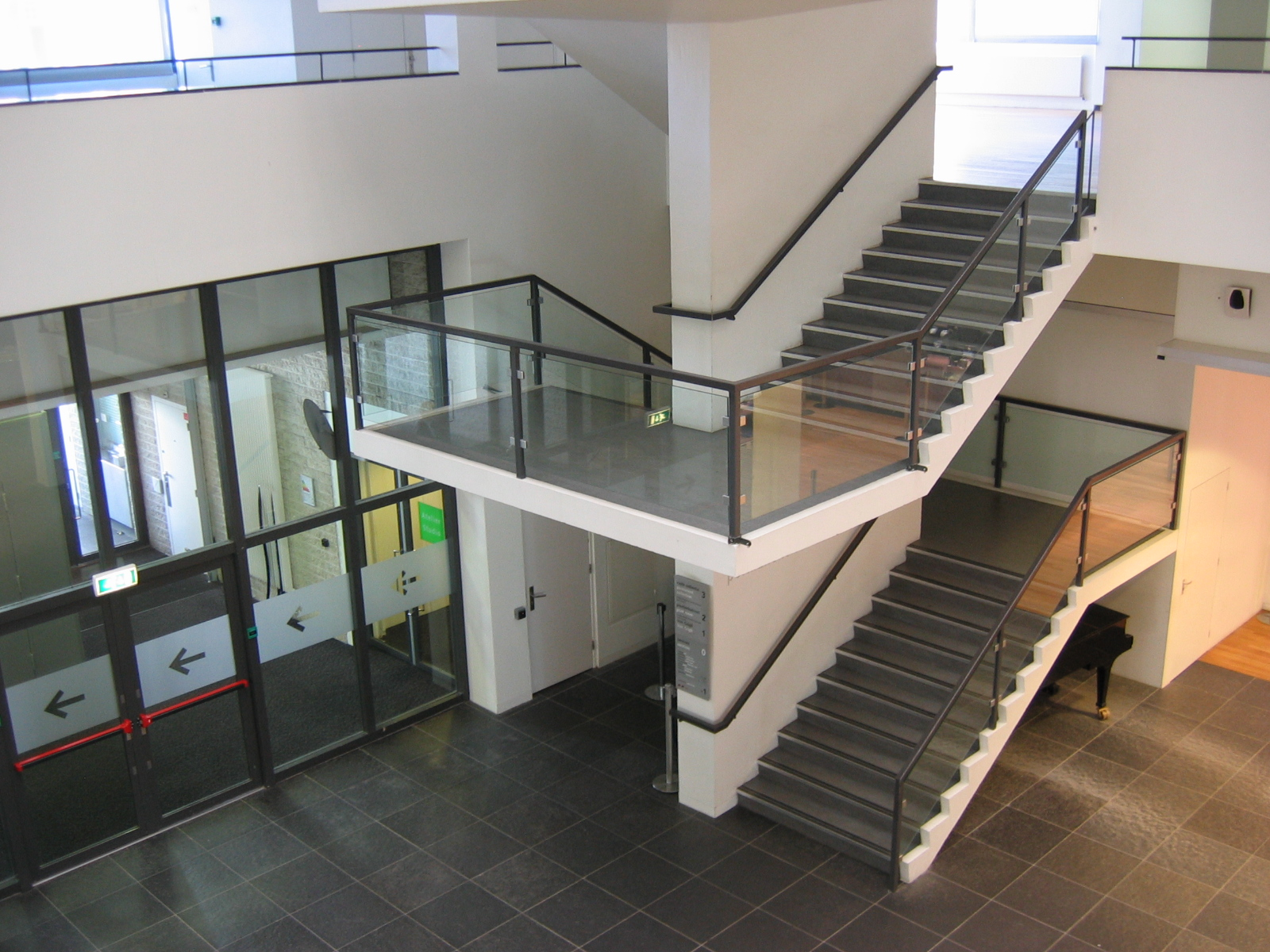
U-vormige bordestrap
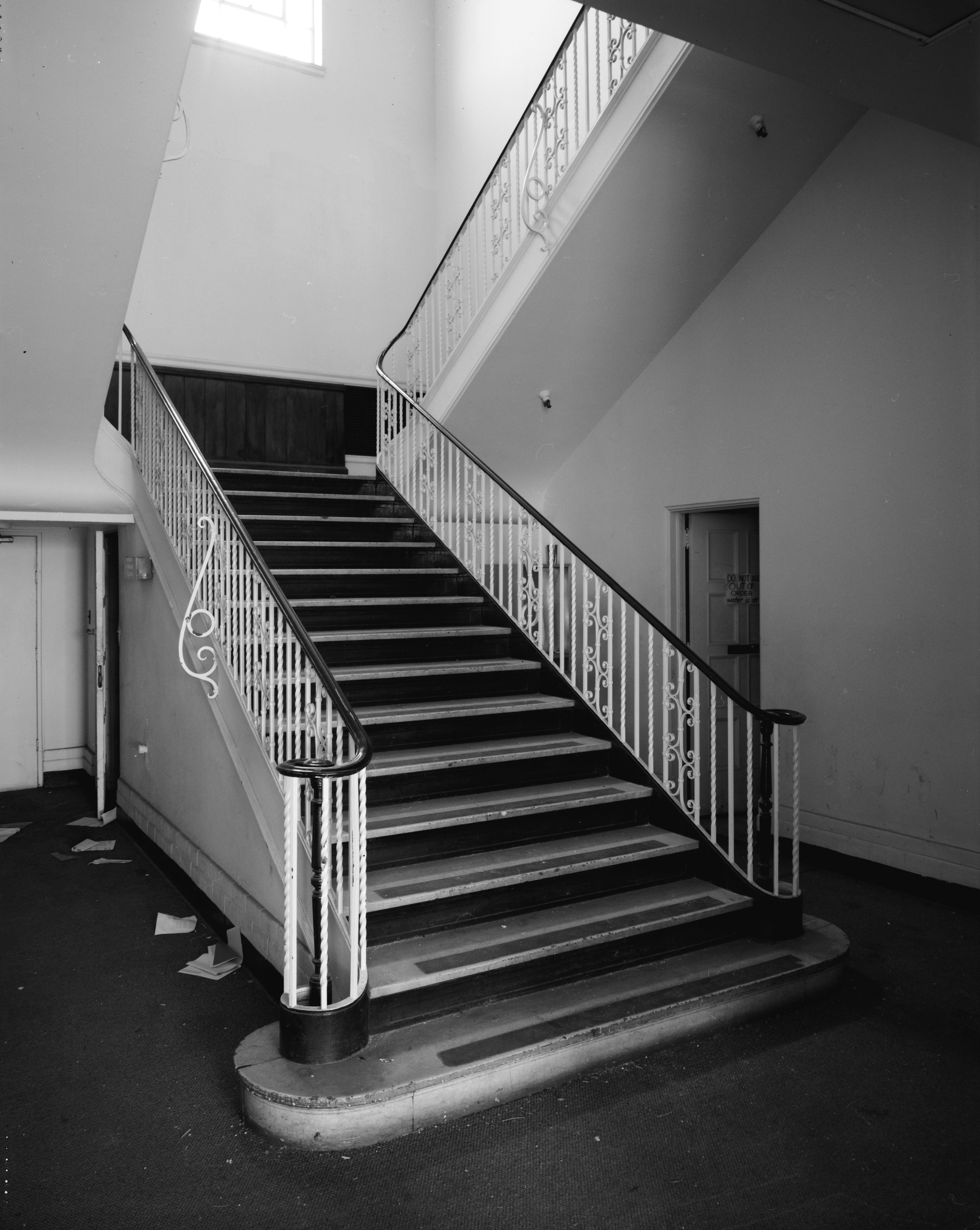
U-vormige bordestrap
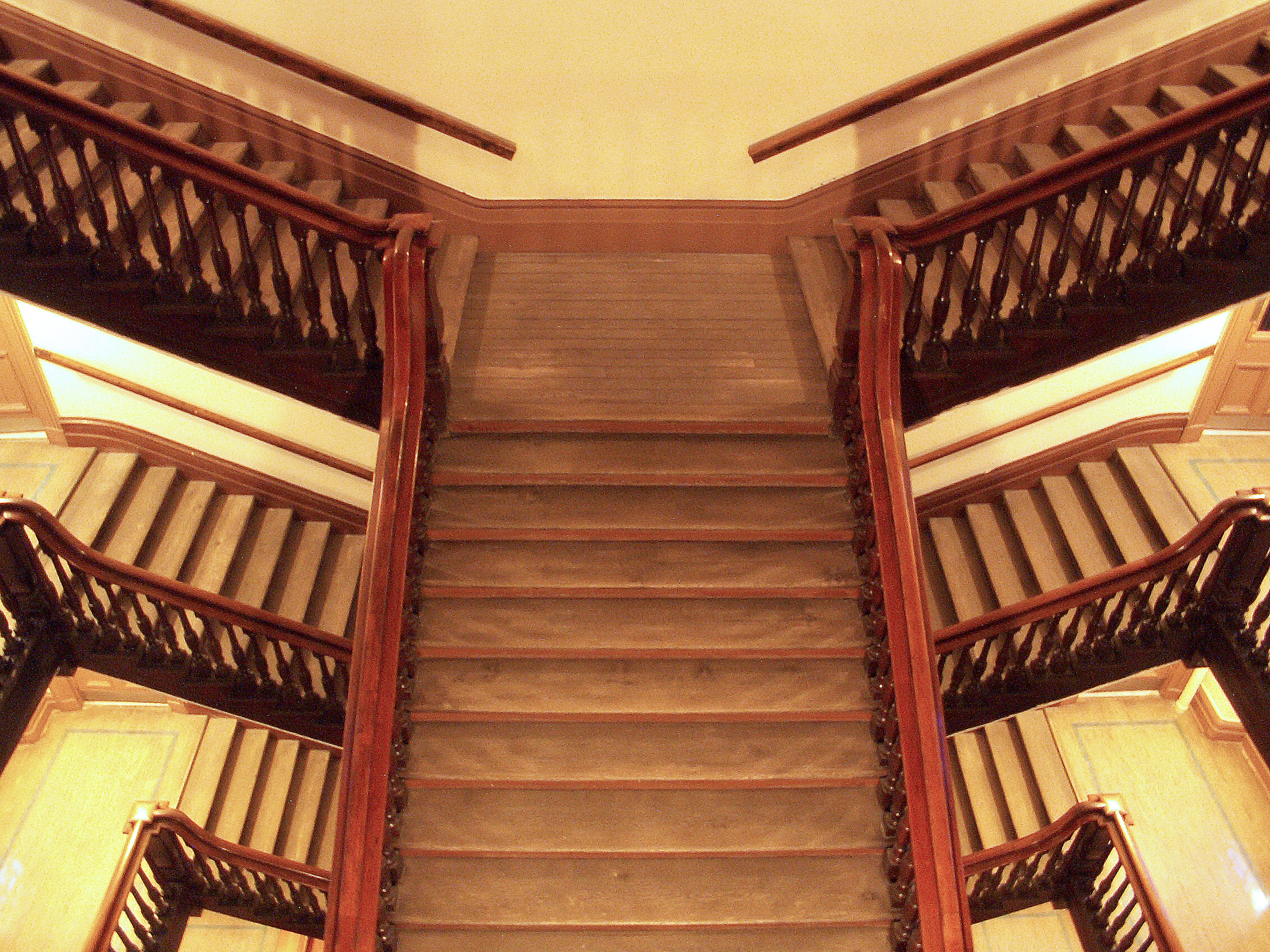
Voorbeeld van een trap met drie steken en een tussenbordes